# 村田大介
村田 大介（むらた だいすけ、1961年10月13日 - ）は、日本の実業家。村田機械代表取締役社長、日本繊維機械協会会長、京都経済同友会代表幹事、スタンフォード大学MBA。

## 人物
京都市出身。京都教育大学附属高等学校を経て、1984年一橋大学経済学部卒業、1990年 スタンフォード大学経営大学院経営学専攻修了、MBA。
1987年村田機械入社。情報機器部門で、ファックス事業の立て直しに成功。2003年、父・村田純一が会長に就任するのに伴い、その後任として村田機械社長に就任。機械の動作制御など、繊維機械、工作機械など4事業部共通の研究を開始。世界金融危機で設備投資が抑制される中で、中国、インドなど新興国向けへのシフトを進める。2002年東レエンジニアリング、帝人製機と共同出資でTMTマシナリーを設立し、化合繊機械事業を移管。2009年8月全額出資のムラテックオートメーションを設立。半導体工場・FPD工場向け搬送装置分野を分社化、アシストテクノロジーズジャパンより全事業の事業譲渡を受け事業統合した。2012年4月同社を村田機械へ統合。TOBにより2011年12月サイレックステクノロジーズジャパンを完全子会社化。2017年日本繊維機械協会会長。2019年京都経済同友会代表幹事。日本物流システム機器協会副会長、京都工業会常任理事、日本機械輸出組合理事等も務めた。

## 略歴
- 1961年 京都府生まれ
- 1984年 一橋大学経済学部卒業、京セラ入社
- 1987年 村田機械 入社、米ムラタ・ビジネス・システムズ出向
- 1990年 スタンフォード大学経営大学院経営学専攻修了、MBA
- 1991年 村田機械 情報機器事業部業務部長
- 1994年 村田機械 取締役
- 1996年 村田機械 取締役・繊維機械事業部長
- 1997年 村田機械 常務取締役・繊維機械事業部長
- 2000年 村田機械 専務取締役・繊維機械事業部長
- 2001年 村田機械 専務取締役・物流システム事業部長 兼 繊維機械事業部長
- 2003年 村田機械 代表取締役社長
- 2009年 村田機械 代表取締役社長・営業本部長
- 2017年 京都経済同友会副代表幹事、日本繊維機械協会会長[5]
- 2019年 京都経済同友会代表幹事[6]